# سالی (کاهن رومی)
سالی (Salii) در آیین روم باستان کاهنان مارس (اسطوره) که گمان می‌رفت توسط پادشاه نوما پمپیلیوس معرفی شده باشند.